# Mittani
Mitanni (transskriberet fra hettittisk kileskrift: Mi-ta-an-ni) eller Hanigalbat (assyrisk: Hanigalbat eller Khanigalbat, transskriberet fra kileskrift Ḫa-ni-gal-bat) var en hurrittisk talende stat i nordlige Syrien og sydvestlige Anatolien i tiden 1500–1300 f.Kr. Det blev grundlagt af en indoarisk herskerklasse som kontrollerede en hovedsagelig hurrittisk befolkning. Mitanniriget udviklede sig til en regional magt efter hettitternes ødelæggelse af amorittiske Babylon og en række svage og ineffektive assyriske konger, som havde skabt et magtvakuum i Mesopotamien.
Ved begyndelsen af sin historie var Mitannirigets største rival Egypten under 18. egyptiske dynasti. Men med truslen fra et stadig mægtigere hettittisk rige indgikk Mitanni og Egypten en alliance for at beskytte deres fælles interesser. Ved højden af sin magt i 1300-tallet f.Kr. havde Mitanni udposter beliggende omkring sin hovedstad Washukanni. Dens nøjagtige lokalisering i dag er ukendt men kan være en hidtil ikke undersøgt tell i nærheden af floden Khabur i Syrien, øst for Eufrat. Til sidst bukkede Mitanni under for det hettittiske rige og senere fra assyriske angreb, og dets status blev reduceret til en provins indenfor det assyriske rige. Mitannis indflydelse er påvist i hurrittiske steds- og personnavne, og spredning af en særskilt keramiktype over Syrien og Levanten.

## Geografi
Mitanniriget kontrollerede handelruterne ned langs floden Khabur til byen Mari og op ad Eufrat indtil byen Karkemisj. For en tid kontrollerede de også de assyriske områder i øvre Tigris og dets overvand ved Ninive, Arbil, Assur og Nuzi. Deres allierede omfattede Kizzuwatnariget i det sydøstlige Anatolien, Mukisj som strakte sig mellem Ugarit og Qatna vest for floden Orontes til havet, og Niya, som kontrollerede østbredden af Orontes fra Alalakh ned gennem Aleppo, Ebla, og Hama til Qatna og Kadesj. I øst havde de gode forhold til kassitterne. Landet under Mitanniriget i nordlige Syrien strakte sig fra Taurusbjergene i vest og så langt østpå som Nuzi (nutidens Kirkuk) og til floden Tigris. I syd strakte det sig fra Aleppo over (Nuhashshe) til Mari ved Eufrat i øst. Dets center var i floddalen Khabur med to hovedstæder, Taite og Washshukanni (kaldt for henholdsvis Taidu og Ushshukana i assyriske kilder). Hele området gjorde det muligt at drive jordbrug uden kunstvanding. De drev tamdyr som køer, får og geder. Landet var meget ligt Assyrien i henseende til klima og var beboet af både stedlige hurrittere og amorittisktalende (amurru) befolkninger.

## Navn
Mitanniriget blev omtalt som Maryannu, Nahrin eller Mitanni af egypterne, som Hurri af hettitterne, og Hanigalbat af assyrerne. Ulige navne synes at være blevet anvendt sideløbende om det samme kongerige. Hettittiske annaler nævner et folk kaldet for Hurri (Ḫu-ur-ri), der lokaliseres i nordøstlige Syrien. Et hettittisk fragment, antagelig fra tiden under Mursili I, nævner en "konge af hurrierne". Den assyrisk-akkadiske version af teksten gengiver "Hurri" som "Hanigalbat". Tushratta, som kalder sig selv for konge af Mitanni i sine akkadiske Amarnabreve til den egyptiske statsadministration, omtaler sit kongerige som Hanigalbat.
Egyptiske kilder kalder Mitanni for nhrn, hvilket almindeligvis er udtalt som Naharin/Naharina fra det assyrisk-akkadiske ord for "flod", sammenlign Aram-Naharaim. Navnet Mitanni er først dokumenteret i en tekst om de syriske krige (ca. 1480 f.Kr.) af den officielle astronom og klokkebygger Amememhet, som kom tilbage fra et "udenlandsk land kaldt for Me-ta-ni" på tiden under farao Thutmose I. Den militære ekspedition under Naharina, som blev annonseret af farao Thutmosis I i begyndelsen af hans styre kan rent faktisk være sket i løbet af det lange tidligere styre under Amenhotep I.

## Folket
Etniciteten for folket i Mitanni er vanskelig at afgøre med sikkerhed. En afhandling om stridsvognheste af Kikkuli (en forfatter om hestehold) indeholder en række indoariske ord. Det er foreslået, at disse ord var afledt fra et hvad der betegnes som fortsat udelt indoiransk sprog, Anden forskning har dog vist, at særskilte indoariske træk var tilstede.
Navnene på det mitanniske aristokrati er hyppigt af indoarisk oprindelse, men det er især deres guddomme, som viser indoariske rødder: (Mitra, Varuna, Indra, Nasatya), skønt en del forskere er af den formening, at de er mere direkte beslægtede med kassitterne. Sproget for de almindelige folk var hurrisk, hverken indoeuropæisk eller semittisk. Hurrittisk er beslægtet med urartisk, begge tilhørte den hurro-urartiske sprogfamilie. Det er blevet hævdet, at intet yderligere kan blive fastslået fra det nuværende materiale. Et hurrisk afsnit i Amarnabrevene, vanligvis skrevet i akkadisk, der var "fællessproget" den gang, indikerer, at kongefamilien i Mitanni også talte hurrisk.
I traktaten mellem Mittanikongen Shattiwaza og Hittitterkongen Suppiluliumas optræder bl.a. guderne Mitrasil og Arunasil, der er tæt på de indo-ariske guder Mitra og Varuna. Langt de fleste navne i Mittani var hurritiske, men en række af kongerne tog indoarisk-lydende navne. Fx ovennævnte Shattiwaza, der før sin tronbestigelse havde det hurritiske navn Kili-Teshup. Enkelte ord i hurrittisk er indlånt fra indo-arisk som fx maryannu (stridsvognskæmper), der svarer til sanskritordet marya (ung mand, kriger). Ordene er bl.a. relaterede til heste og hesteopdræt.
Folk med hurriske navn er bevidnede over store områder i Syrien og det nordlige Levanten som er åbenbart uden for det område for den politiske enhed kendt i Assyrien som Hanilgalbat. Det er ingen indikationer på, at disse personer viste lydighed for den politiske enhed Mitanni, skønt det tyske begreb auslandshurriter ("eksilhurritter") er blevet benyttet. I 1300-tallet f.Kr. blev talrige bystater i det nordlige Syrien og Kanaan regeret af personer med hurriske og en del indoariske navne. Det kan indikere, at befolkningen i disse bystater også var hurritter, da er det muligt, at disse enheder var en del af en større statsdannelse, som delte en hurrisk identitet. Dette er ofte blevet antaget, men uden en kritisk undersøgelse af kilderne. Forskelle i dialekt og regionale ulige religiøse gudeverdener (Hepat/Shawushka, Sharruma/Tilla og videre) peger på eksistensen af flere grupper af hurrisktalende folk.
Hurrittisk er desuden påvirket af akkadisk.

## Mittani-regenter
- Kirta 1500 f.Kr.-1490 f.Kr.
- Shuttarna I, søn af Kirta 1490 f.Kr.-1470 f.Kr.
- Barattarna, P/Barat(t)ama 1470 f.Kr.-1450 f.Kr.
- Parsha(ta)tar (måske identisk med ovenstående) 1450 f.Kr.-1440 f.Kr.
- Shaushtatar (søn af Parsha(ta)tar) 1440 f.Kr.-1410 f.Kr.
- Artatama 1410 f.Kr.-1400 f.Kr.
- Shuttarna II 1400 f.Kr.-1380 f.Kr.
- Artashumara 1380 f.Kr.-1380 f.Kr.
- Tushratta 1380 f.Kr.-1350 f.Kr.
- Shattiwazza eller Mattivaza, søn af Tushratta 1350 f.Kr.-1320 f.Kr.
- Shattuara I 1320 f.Kr.-1300 f.Kr.
- Wasashatta, søn af Shattuara 1300 f.Kr.-1280 f.Kr.
- Sattuara II, søn eller nevø af Wasashatta 1280 f.Kr.-1270 f.Kr., overvundet af Shalmaneser I.